# Johanna Koistinen
Helena Johanna Koistinen, född 4 februari 1956 i Esbo, är en finländsk grafiker. Hon är dotter till Unto Koistinen.
Koistinen studerade 1976–1977 och 1979–1980 vid Fria konstskolan samt 1975 vid Accademia di Belle Arti di Perugia och ställde ut första gången 1982. Hon har ägnat sig mest åt metallgrafik, hennes mörkstämda mjukgrunds- och akvatintetsningar med muskulösa mansfigurer som motiv, vittnar om hennes klassiska studier och intryck av den italienska renässansen och Michelangelos skulpturer. Hon tillhörde 1983–1985 performancegruppen Jack Helen Brut och 1985–1987 Helmut Pantzer. 